# Kim Il (lutte)
Kim Il est un lutteur nord-coréen spécialiste de la lutte libre né le 2 juillet 1971.

## Biographie
Il remporte le titre olympique lors des Jeux olympiques d'été de 1992 et des Jeux olympiques d'été de 1996 en combattant dans la catégorie des -48 kg.